# Frank Frigyes
Frank Frigyes (Budapest, 1890. augusztus 19. – Budapest, 1976. október 24.) magyar festő.

## Élete
Budapesten született Frank Albert (1859–1937) hivatalnok és Zilzer Ilona fiaként, zsidó családban. 1908-tól a Képzőművészeti Főiskolán tanult, Balló Ede, Edvi Illés Aladár és Zemplényi Tivadar keze alatt, majd 1911 és 1914 között a Müncheni Képzőművészeti Akadémia hallgatójaként Angelo Jank tanítványa volt. 1911-től a Műcsarnokban és a Nemzeti Szalonban állította ki műveit. Az első világháború utolsó éveiben a fronton dolgozott mint hadifestő. Az 1920-as években az Új Művészek Egyesülete, a Benczúr Társaság, a Munkácsy-céhnek, a Képzőművészek Egyesülete és a Magyar Arcképfestők Társaságának tagja volt. Az OMIKE Művészakcióban három kiállításával vett részt. 1920-ban Budapest V. kerületében házasságot kötött Frankel Margittal, Frankel Izidor és Salzberger Netti lányával. 1925-ben Olaszországban járt tanulmányúton 1926–27-ben pedig Párizsban élt. 1929 és 1936 között a nyarakat Mártélyon töltötte. Művei többnyire portrék (ebből több készült feleségéről), enteriőrök, táj- és városképek, illetve virágcsendéletek.
Feleségével közös sírhelye a farkasréti temetőben található [1-2-25].

## Díjai, elismerései
- 1913: elismerő oklevél, München, Akadémia
- 1914: bronz érem, München, Akadémia
- 1915: Harkányi Frigyes-díj a Műcsarnok Tavaszi Tárlatán
- 1916: Halmos Izidor-díj a Műcsarnok Téli Tárlatán
- 1920: kitüntető oklevél
- 1924: a Lipótvárosi Kaszinó díja
- 1926: Mention Honorable, Société des Artistes Français, Párizs
- 1927: Diplôme d'Honneur, Nemzetközi kiállítás, Bordeaux
- 1935: Diplôme Commémoratif, Világkiállítás, Brüsszel
- 1961: Csók István-emlékérem
- 1965: Munkácsy Mihály-díj
- 1969: érdemes művész
- 1974: a Festészeti Triennále díja, Cagnes-sur-Mer (FR)
- 1975: kiváló művész
- a Munka Érdemrend arany fokozata

## Egyéni kiállításai
- 1913 • Nemzeti Szalon, Budapest [Gyömrői Sándor Józseffel]
- 1927 • Galerie Bernheim Jeune, Párizs
- 1933 • Fränkel Szalon, Szépművészeti Kiállítások helyisége
- 1935, 1944 • Tamás Galéria, Budapest
- 1958, 1968 • Csók Galéria, Budapest
- 1964 • Ernst Múzeum, Budapest
- 1965 • Hevesi Sándor Művelődési Ház, Nagykanizsa • Tornyai János Múzeum, Hódmezővásárhely • Szent István Király Múzeum, Székesfehérvár
- 1972 • Művelődési Központ, Nyírbátor
- 1973 • Műcsarnok, Budapest • Göcsej Múzeum, Zalaegerszeg
- 1976 • Déri Múzeum, Debrecen
- 1981 • Tornyai János Múzeum, Hódmezővásárhely
- 1984 • Göcsej Múzeum, Zalaegerszeg
- 1991 • Vigadó Galéria, Budapest

## Válogatott csoportos kiállításai
- 1913 • Őszi Tárlat, Nemzeti Szalon, Budapest (nagyobb anyaggal)
- 1914 • Neue Sezession, München
- 1921 • Magyar művészeti kiállítás, Amszterdam • Hága
- 1922 • Az Országos Magyar Képzőművészeti Társulat 60 éves jubiluemi kiállítása, Műcsarnok, Budapest • Magyar művészeti kiállítás, Stockholm • XIII. Velencei biennálé, Velence
- 1923 • Csoportos kiállítás, Ernst Múzeum, Budapest (nagyobb anyaggal)
- 1924 • Magyar művészeti kiállítás, Bécs
- 1925 • a Benczúr Társaság kiállítása, régi Műcsarnok, Budapest (nagyobb anyaggal) • Magyar művészeti kiállítás, Berlin
- 1926 • Société des Artistes Français, Párizs • Salon d’Automne, Párizs • XV. Velencei biennálé, Velence
- 1927 • a Benczúr Társaság kiállítása, Nemzeti Szalon, Budapest • Salon d’Automne, Párizs; Nemzetközi kiállítás, Bordeaux; XCIII. kiállítás, Ernst Múzeum, Budapest (nagyobb anyaggal)
- 1928-tól • a Munkácsy Céh kiállítása, Ernst Múzeum, Budapest • Nemzeti Szalon, Budapest
- 1929 • Magyar művészeti kiállítás, Genf • Zürich • Oslo • Világkiállítás, Barcelona
- 1930 • XVII. Velencei biennálé, Velence
- 1930-tól • az Új Művészek Egyesülete kiállítása, Nemzeti Szalon, Budapest
- 1931 • Magyar művészeti kiállítás, Nürnberg
- 1932 • XVIII. Velencei biennálé, Velence
- 1933-tól • Nemzeti Képzőművészeti kiállítás, Műcsarnok, Budapest
- 1935: Világkiállítás, Brüsszel
- 1936 • Az Országos Magyar Képzőművészeti Társulat 75 éves jubileumi kiállítása, Műcsarnok, Budapest
- 1941-től • Képzőművészek Új Társasága kiállítás, Nemzeti Szalon, Budapest
- 1947 • Ötven művész kiállítása, Nemzeti Szalon, Budapest
- 1948 • 90 művész kiállítása, Nemzeti Szalon, Budapest
- 1951-től • 2. Magyar Képzőművészeti kiállítás, Műcsarnok, Budapest
- 1957 • Tavaszi Tárlat, Műcsarnok, Budapest
- 1958 • Kortárs magyar festészeti, grafikai, szobrászati kiállítás, Zaal Wynen, Antwerpen
- 1960 • Képzőművészetünk a felszabadulás után, Magyar Nemzeti Galéria, Budapest
- 1962-től • Vásárhelyi Őszi Tárlat, Tornyai János Múzeum, Hódmezővásárhely
- 1965-től • Nyári Tárlat, Móra Ferenc Múzeum Képtára, Szeged
- 1969 • Magyar művészet 1945-1969, Műcsarnok, Budapest
- 1971 • Új művek, Műcsarnok, Budapest
- 1974 • VI. Festészeti Triennálé, Cagnes-sur-Mer (FR)
- 1979 • A hódmezővásárhelyi Őszi Tárlatok negyedszázados jubileuma alkalmából rendezett retrospektív kiállítás, Műcsarnok, Budapest.

## Művei közgyűjteményekben
- Déri Múzeum, Debrecen
- Göcsej Múzeum, Zalaegerszeg
- Szent István Király Múzeum, Székesfehérvár
- Janus Pannonius Múzeum Modern Képtár, Pécs
- Magyar Nemzeti Galéria, Budapest
- Petőfi Irodalmi Múzeum, Budapest
- Tornyai János Múzeum, Hódmezővásárhely.